# Ружове Доміно
«Ружове Доміно» (пол. Różowe Domino) — польський сатиричний і гумористичний тижневик, що з'явився у Львові у 1882-1884 роках, а у 1887-1890 як двотижневик.
Головним редактором був Влодзімєж Загурський, а видавцем - Ф.Х. Ріхтер. З жовтня 1883 р. редактором був В. Манєцький, а в 1887-1890 - А. Ж. Варушинський.
У тижневику представлені епіграми, афоризми, анекдоти, вірші, спортивні звіти (також віршовані). Журнал мав вигадане доповнення і з'явився в ньому, наприклад, щоденник старої парасольки Загурського. З «Рожевим Доміно» співпрацювали: Ф. Конарський, В. Стебельський, А. Бартельс, а одним з художників був Ф. Костшевський. Свої твори у тижневику публікувала Марія Конопницька. Після року видання Загурський сказав, що Ружове Доміно характеризується незалежністю, гарним вибором і різноманітністю контенту, а також витонченою формою напису..
У 1889 році тижневик часто конфіскували, а редактор тяжко захворів. Це і стало причиною припинення видання.